# José Santiago Melo Mendoza
José Santiago Melo Mendoza (Rancagua, 22 de junio de 1793-Santiago, 2 de julio de 1861) fue un político y hacendado chileno.

## Biografía
Hijo de Pedro Melo Mendoza, que había sido gobernador y alcalde de Rancagua, y de Dolores Mendoza y Fernández Garzón. Se educó en escuelas rurales de la Iglesia, y los estudios secundarios los aprendió en un Convento Jesuita de la ciudad de Graneros, al norte de Rancagua.[cita requerida]
Volvió a hacerse cargo de las tierras de su padre, ubicadas en Punta de Cortés, zona periférica de la actual ciudad.[cita requerida] Se casó en Santiago el 7 de febrero de 1850 con Margarita Egaña Zuazagoitía, hija de Mariano Egaña, con quien tuvo tres hijos: Margarita, Santiago y Mariano.
Ingresó al Partido Conservador y fue elegido en 1843 diputado propietario por Rancagua, para el período 1843-1846. No se incorporó a sus funciones y fue remplazado por su suplente.